# 伊号第四十四潜水艦
伊号第四十四潜水艦（いごうだいよんじゅうよんせんすいかん、旧字体：伊號第四十四潜水艦）は、日本海軍の潜水艦。伊四十型潜水艦（巡潜乙型改一）の5番艦である。ただし、艦艇類別等級別表においては伊十七型潜水艦の25番艦。1945年（昭和20年）回天攻撃隊に参加し戦没。

## 艦歴
- 1941年 - マル急計画第374号艦。
- 1942年6月11日 - 横須賀海軍工廠で起工。
- 1943年3月5日 - 進水。
- 1944年1月31日 - 竣工。横須賀鎮守府籍。
  - 4月28日 - 第15潜水隊に編入。
  - 5月15日 - 呉発、ニューアイルランド方面へ進出。
  - 5月27日 - 航空機の爆撃を受けた後、駆逐艦の爆雷攻撃。損傷のため呉海軍工廠で修理。
  - 10月19日 - 呉を出港するが事故のため引き返す。回天搭載工事に着手。
- 1945年2月21日 - 回天攻撃隊千早隊として呉を出撃、硫黄島へ向かう。
  - 4月3日 - 大津島発[7]。
  - 4月4日 - 多多良隊として呉を出撃、沖縄方面へ向かう。
  - 4月18日 - 沖縄東方海面で米空母「バターン」艦載機の爆撃、米駆逐艦「ヒーアマン」「ウールマン（英語版）」「マーツ（英語版）」「コレット（英語版）」の爆雷攻撃により沈没。回天搭乗員を含む130名全員戦死。
  - 5月2日 - 沖縄方面で喪失と認定[7]。
  - 6月10日 - 除籍[8]。

## 歴代艦長
※『艦長たちの軍艦史』414頁による。

### 艤装員長
1. 横田稔 中佐：1944年1月20日 -

### 艦長
1. 横田稔 中佐：1944年1月31日 -
2. 川口源兵衛 大尉：1944年9月16日 - （終戦後、大陽酸素株式会社の設立に携わり、日本酸素ホールディングスへと繋がる）
3. 増沢清司 少佐：1945年3月17日 - 4月18日戦死